# Dorfkirche Paulinenaue

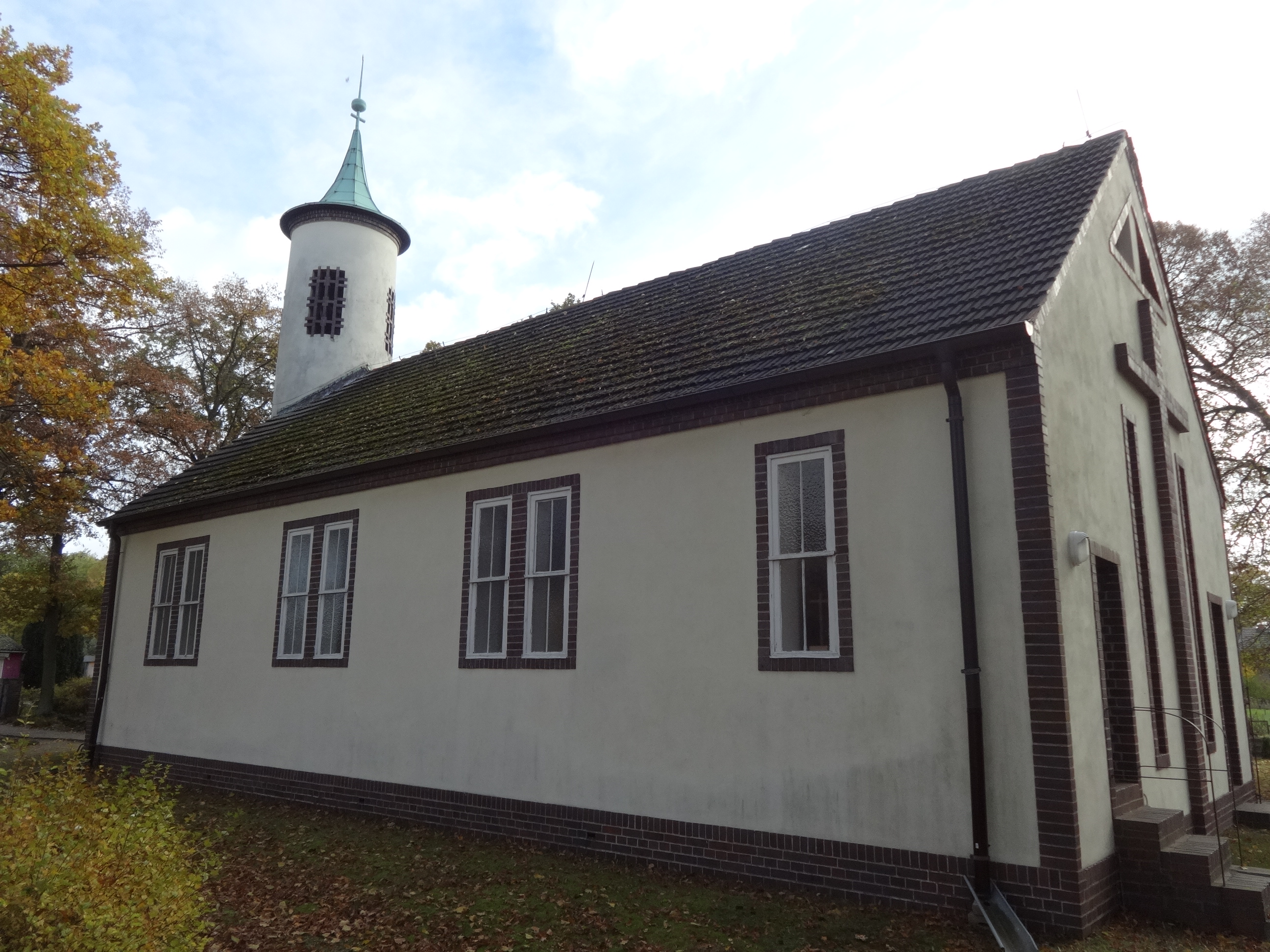
Dorfkirche Paulinenaue

Die evangelische Dorfkirche Paulinenaue ist ein denkmalgeschützter Sakralbau im Stil des ausgehenden Expressionismus in Paulinenaue im Landkreis Havelland in Brandenburg. Sie gehört zur Evangelischen Kirchengemeinde Havelländisches Luch im Kirchenkreis Nauen-Rathenow.

## Lage
Die Kirche liegt südlich des Bahnhofs von Paulinenaue an der Bahnhofstraße/Ecke Waldstraße in Sichtweite des Naturschutzgebietes Lindholz. Sie ist mit dem Chor nach Südwesten ausgerichtet.

## Geschichte
Paulinenaue gehörte kirchlich über lange Zeit zu Selbelang mit der dortigen Kirche St. Nikolai. Nach der Gemeindegründung 1924 und einem deutlichen Bevölkerungsanstieg nach dem Bau der Bahnstrecke Berlin–Hamburg veränderten sich jedoch die Verhältnisse: Mit Wirkung zum 1. April 1929 gründete sich die selbstständige Kirchengemeinde Paulinenaue. Sie fasste 1929 und 1930 je einen Beschluss zum Bau einer eigenen Kirche, der auf Grund fehlender finanzieller Mittel nicht genehmigt wurde. Ein Jahr später gewährte jedoch das Konsistorium der Mark Brandenburg einen Zuschuss in Höhe von 10.000 RM, mit dessen Hilfe die veranschlagten Kosten von 14.000 RM gedeckt werden konnten. Treibende Kraft hinter dem Bau der Kirche war der Gutsbesitzer Werner Schurig, der 1924 das Gut erworben hatte. Ein Jahr später begannen unter der Leitung des Berliner Architekten Erwin Rettig die Bauarbeiten, die 1932 mit der Kirchweihe erfolgreich beendet werden konnten. Die Einweihungspredigt hielt am 4. Dezember 1932 der damalige Generalsuperintendent der Kurmark, Otto Dibelius. Paulinenaue wurde Anfang des 21. Jahrhunderts zum Pfarrdorf der Pfarrei Pessin.

## Baubeschreibung

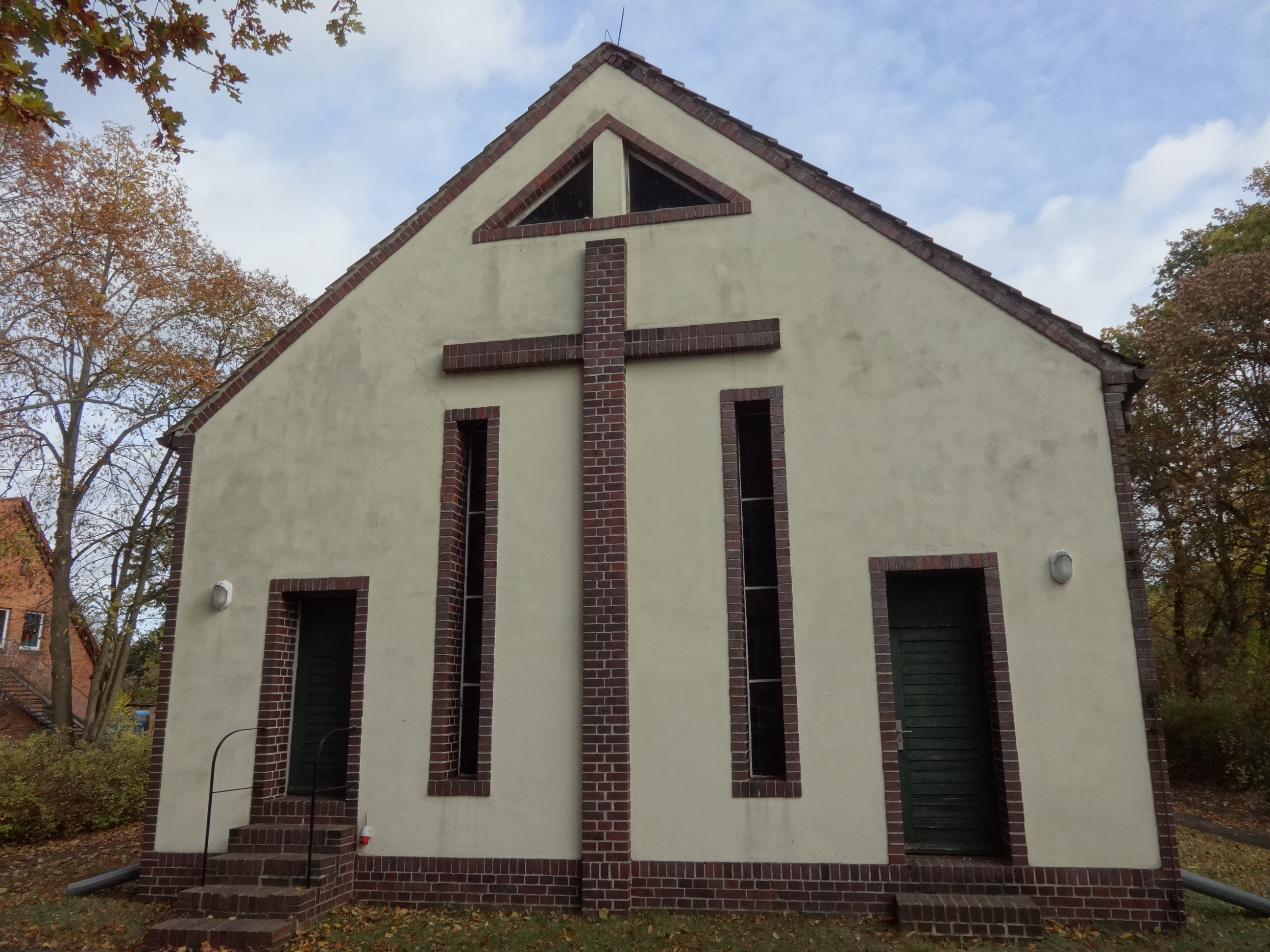
Chor im Südwesten

Das Bauwerk wurde aus Mauersteinen errichtet, die anschließend mit einem hellen Putz versehen wurden. Der Sockel, die Laibung der Fenster wie auch die Ecklisenen sind aus Klinkereinfassungen erstellt und betonen die Umrisse und Öffnungen des Bauwerks. Der Sockel, die Fensterumrahmung und die Ecklinsen bestehen aus unverputzten Klinkern und dienen ebenso wie die an der Ost- und Westseite aus Klinker eingearbeiteten Kreuze als Schmuckelemente an der ansonsten glattverputzten Fassade. Der rechteckige Chor wird von einem großen, ebenfalls aus Klinker gearbeiteten Kreuz dominiert, das sich vom Sockel bis in den Giebel des Gebäudes erstreckt. Links und rechts des Kreuzes sind zwei schmale Fenster sowie je eine Tür. Im Giebel ist ein dreieckförmiges Fenster eingebaut. Die symmetrische Fassadengliederung findet sich auch in den beiden Seitenwänden des Kirchenschiffs. Im vorderen und mittleren Bereich sind drei doppelflügelige Fenster, in Richtung Chor ein schlankes, einflügeliges Fenster. Der Eingang erfolgt an der Nordostseite über eine halbrunde Vorhalle, die mit Klinker in fünf Segmente gegliedert ist. Am Giebel befinden sich je ein rundes Fenster, dass mit einem Doppelkreuz geschmückt ist. Daran schließt sich ein zierlicher Rundturm an, dessen Länge durch ein schlankes Kreuz nochmals gestreckt wird. Im Turmgeschoss sind drei vergitterte Klangarkaden zu sehen, darüber ein kreisrundes Gesims und ein kupfergedecktes Dach mit einem Turmknopf und Kreuz. Die Glocke ist eine Spende des Gutsbesitzers Schurig.

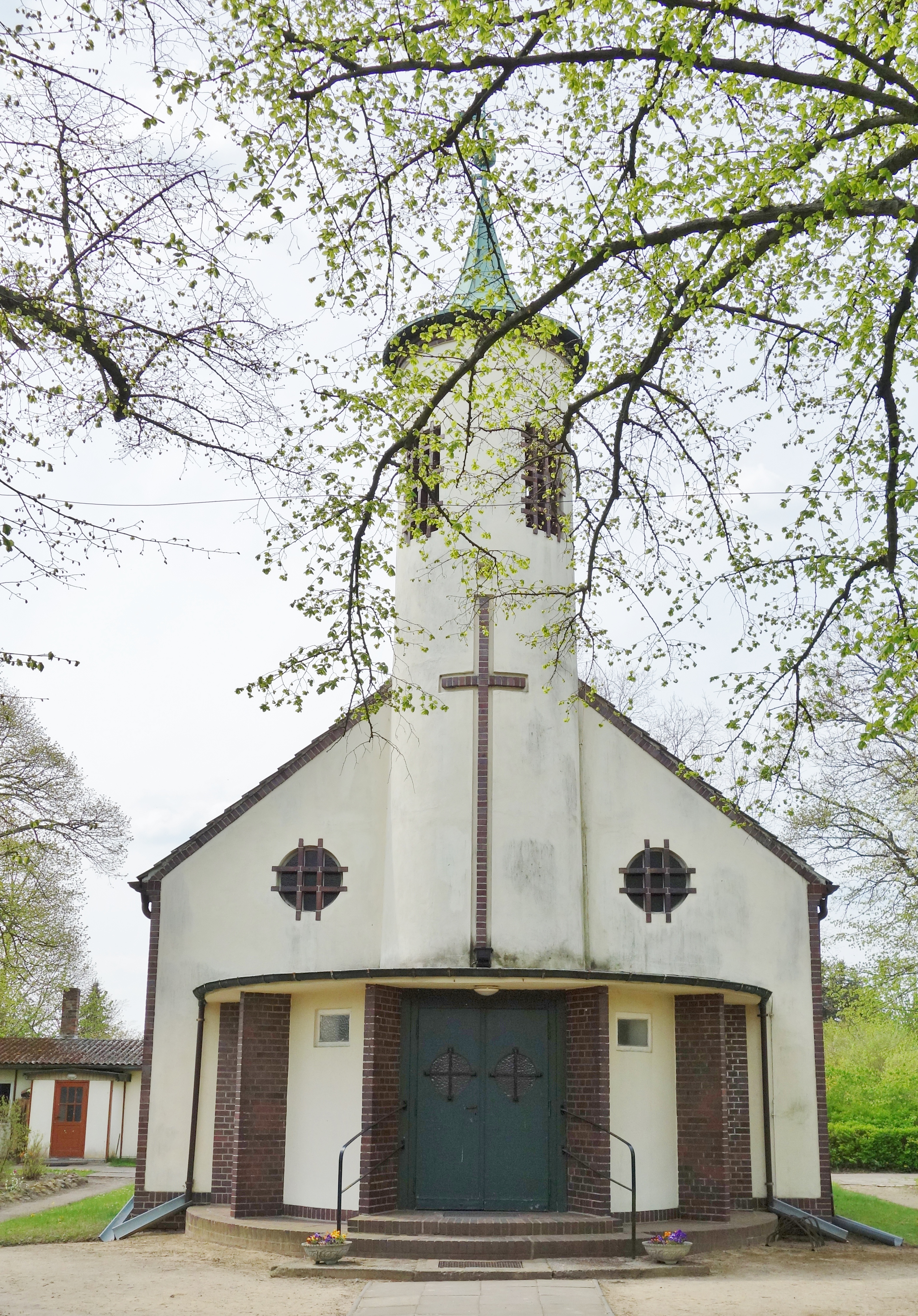
Eingang im Nordosten

## Ausstattung
An der Ostseite des Altarraums befinden sich schmale und hochrechteckige Fenster – eine Stiftung des Gärtnermeisters Wilhelm Schuhmacher und Prinz Oskar von Preußen aus dem Jahr 1932. Schuhmacher baute Gemüse an, die er über die Bahnstrecke in Berlin und in die Kasernen nach Dallgow-Döberitz liefern ließ; dadurch war er zu Wohlstand gelangt. Die Altarwand war ursprünglich blau angestrichen. Im Jahr 1966 erfolgte jedoch auf Anweisung des Kirchenbaurats Winfried Wendland eine farbliche Umgestaltung. Er entwarf 1961 auch eine neue Fünte aus Sandstein sowie eine passende Taufschale, die im 21. Jahrhundert einen Farbanstrich erhielt. Wendland hatte auch die Entwürfe für eine Kanzel erstellt, die jedoch nicht errichtet wurde. Rettig stand bei dem Entwurf der Kirchen vor der Herausforderung, dass die Siedlung Paulinenaue zu dieser Zeit über keinen Versammlungsraum verfügte. Die beiden Kammern im Vorraum wurden daher zu einer Garderobe ausgebaut, ein Vorhang trennte das Kirchenschiff vom Altarraum und die Sakristei diente gleichzeitig als Vorbereitungsraum für Redner. Die Kosten durften dennoch 14.000 RM nicht übersteigen. Das Kirchengestühl besteht aus mehrsitzigen, freistehenden Bänken, die flexibel im Kirchenschiff platziert werden können. Die ursprüngliche Idee, nach dem Bau eines Gemeindehauses, Pfarrhauses und Kindergartens ein festes Gestühl einzubauen, wurde nicht umgesetzt.